# 寺本圭一
寺本 圭一（てらもと けいいち 1933年（昭和8年）5月30日 - ）は、日本のカントリー・ミュージック歌手。作詞家・作曲家・音楽プロデューサー。

## 経歴・人物
1933年5月30日生まれ。東京都出身。祖父は不動貯金銀行創業者の牧野元次郎。父は不動貯金銀行頭取の寺本五郎。慶應義塾幼稚舎、慶應義塾普通部、慶應義塾高等学校と歩んだ慶應ボーイであったが、大学は青山学院へ進む。
青山学院大学時代にプロのミュージシャンに転向。1957年に明治大学を卒業したばかりの堀威夫と共にロカビリーバンド：スウィング・ウエストを結成し、ボーカリストとして活動。日劇ウエスタンカーニバルにも第1回から出演している。
スウィング・ウエストを離れた後は、渡辺プロダクションに所属して自身のバンドである「寺本圭一とカントリー・ジェントルメン」を結成したり、原田実とワゴン・エースに参加するなどの活動を行った。
サンズ・オブ・ドリフターズの結成当時のメンバーである大野義夫と親交が深かったことで知られる。
渡辺プロダクション時代には、渡辺プロダクション製作で日本教育テレビ（現在のテレビ朝日）にて1959年に放送されていた音楽番組『ザ・リクエストショー』の司会を担当した。また、音楽プロデューサーとしては、ヴィレッジ・シンガーズのメジャーデビューに関わっている。
2000年にプロデビュー50周年を迎えた。2007年に脳梗塞で倒れて入院したが、その後回復して現在も音楽活動を続けている。

## 寺本圭一とカントリー・ジェントルメン
オリジナル・メンバー
- 寺本圭一 (ギター、ヴォーカル)
- 斎藤任弘 (ギター、ヴォーカル)
- 山田幸保 (スティール・ギター)
- 金城貞則 (エレキ・ギター)
- 小野光郎 (ベース)
- 鈴木恒雄 (フィドル)
- 木村皓昭 (フィドル、ピアノ)
- 島悦夫 (ドラムス)

後の加入メンバー
- 深野英明 (ギター、ヴォーカル)
- 瀬谷福太郎 (エレキ・ギター)
- 東条英基 (ギター、ヴォーカル)
- 藤井三雄 (スティール・ギター)
- 鈴木邦夫 (エレキ・ギター)
- 若林正彦 (ドラムス)

## 自作曲
- 「君を呼ぶヨーデル」（作詞・作曲） - 大野義夫（歌）
- 「暗い砂浜」（作詞） - 小松久作曲、ヴィレッジ・シンガーズのデビュー曲
- 「海はふるさと」（作詞）荒木健太・新城健史 作曲　歌：トニーズ

## ディスコグラフィー

### シングル
- 寺本圭一とカントリージェントルマン / ハイ・ヌーン c/w 駅馬車 (テイチク NS-307)
- ケイとヨーコ / 涙の便り c/w バイ・バイ・ラブ (GREEN CITY/日本ビクター W-1022、1971.05) *当時の妻である寺本燿子との共同名義
- 寺本圭一 / それだけの幸せ c/w 離れていても (MUSHROOM/DENON、1972.04)

### LP
- V.A. / トウキョウ・ジャンボリー (東京芝浦電気、1958)
- V.A. / トウキョウ・ジャンボリー第2集 (東京芝浦電気、1959)
- 関口良信、寺本圭一、斉藤任弘 / Three Country Hearts (ジュピター TDK-106、1959)
- 寺本圭一とカントリー・ゼントルマン/ 寺本圭一のウエスタン・カーニバル (テイチク NL-1127、1960)
- 寺本圭一とカントリー・ジェントルメン / 流行歌をウエスタンで (日本ビクター LV-259、1962.06)
- 寺本圭一とカントリー・ジェントルメン / 寺本圭一のウェスタン・ヒット・パレード (キング SKF-128(Stereo), LKF-1282(Mono)、1962.10)
- V.A. / 世界ポピュラー大全集Vol.7: ウエスタン音楽 (日本ビクター SJL-5107、1963.04) ★寺本圭一とカントリー・ジェントルメン
- 寺本圭一とカントリー・ジェントルメン / スチール・ギター・ラグ (日本コロムビア PS-3040、1964.05)
- V.A. / ウエスタンのすべて (上) (日本ビクター SJV-35、1964.08) ★寺本圭一とカントリー・ジェントルメン
- V.A. / ウエスタンのすべて (下) (日本ビクター SJV-36、1964.08) ★寺本圭一とカントリー・ジェントルメン
- V.A. / コンサート・イン・トーキョー (日本コロムビア PS-1229、1965.10) ★寺本圭一とカントリー・ジェントルメン
- V.A. / 決定盤!これぞウェスタン (日本コロムビア YS-10037-J、1968) ★原田実とワゴン・エース
- 寺本圭一とカントリー・ボーイズ / モダン・カントリー・サウンド '69 (フィリップス/日本ビクター FS-5037、1969)
- V.A. / 豪華盤カントリー&ウエスタン大全集: テネシー・ワルツからマンダムまで (GREEN CITY/日本ビクター W-9001/2、1971)
- ジミー時田、寺本圭一、斉藤任弘、大野義夫 / カントリー・パンプキン (MUSHROOM/DENON CD-7026-Z、1972)
- 寺本圭一 / Time Changes Everything: Still I'm Country (インターコム ICR-1034/5、1976)
- 小坂一也、寺本圭一、ジミー時田、石田新太郎 / オールド・ボーイ (FOR LIFE FLL-5002、1976)
- V.A. / 日本のウエスタン歌手たち: 進駐軍華やかなりし頃 (日本ビクター SPX-1034、1976)
- 寺本圭一 / Kelly's Part 1: Singing Only Country Music (Tokyo Promotion A-9843、1970s)
- 瀬谷福太郎 / クレスト・ライン (日本ビクター RHL-6006、1982)
- V.A. / TOKYOジャンボリー'83 (東芝EMI EWS-66027/8、1983)

### CD
- 寺本圭一 / ウエスタン・ヒッツ (キング・レコード NKCD-1151、1993) *「寺本圭一のウェスタン・ヒット・パレード」の再発
- 寺本圭一 / レッツ・ターン・バック・ザ・イヤーズ (ステージコーチオフィース、2001)
- V.A. / ポップスヒストリーVol.1: ウエスタン・カーニバルの時代（1958～61）(東芝EMI、2002) *「ホンキー・トンク・マン」歌唱を収録

## 著書
- 「カントリー音楽一筋 寺本圭一が語るカントリー音楽と人生」（かまくら春秋社／2010年）